# Mopalia ferreirai
Mopalia ferreirai is een keverslakkensoort uit de familie van de Mopaliidae. De wetenschappelijke naam van de soort is voor het eerst geldig gepubliceerd in 1991 door Clark.